# Jean-Baptiste Pierazzi
Jean-Baptiste Pierazzi (Ajaccio, 17 de junio de 1985) es un futbolista francés.

## Carrera
El jugador comenzó su carrera profesional en AC Ajaccio durante la temporada 2006-2007, haciendo su debut con el entrenador Ruud Krol. Hizo 25 apariciones en su primera temporada en la Ligue 2, y también fue un jugador importante durante el mandato de Gernot Rohr en el club.
También fue capitán del club durante la temporada 2010-2011, en la cual ayudó a Ajaccio a ganar la promoción en la Ligue 1. En su primera temporada en la máxima categoría, Pierazzi apareció en 34 partidos y ayudó al club a mantener su estatus en la Ligue 1. Durante su tiempo en Ajaccio, Pierazzi apareció en 112 partidos de la Ligue 2 y en 67 partidos de la Ligue 1.
En enero de 2014, firmó con San Jose Earthquakes, de la Major League Soccer.

## Clubes
| Club                 | País           | Año         |
| -------------------- | -------------- | ----------- |
| AC Ajaccio           | Francia        | 2006 - 2014 |
| San Jose Earthquakes | Estados Unidos | 2014 - 2015 |
| Paris FC             | Francia        | 2016 - 2017 |
| Alki Oroklini        | Chipre         | 2017 - 2018 |
| Gazélec Ajaccio      | Francia        | 2018 - 2020 |